# Ensayo Lefranc
El ensayo Lefranc es uno de los ensayos de permeabilidad, in situ, que se aplica con mayor frecuencia. Consiste en introducir, o bombear agua desde un sondaje, donde la cavidad es mantenida constante, a una determinada profundidad. Se aplica principalmente a suelos sueltos. Para suelos rocosos fracturados se utiliza, para el mismo fin, el ensayo Lugeon.
Existen dos modalidades, con presión constante, o, con presión variable.

## Ensayo con carga hidráulica constante
En el ensayo con carga hidráulica constante se introduce o bombea en un pozo de sondeo el caudal necesario para mantener, en el pozo que se está verificando, a un nivel constante. La interpretación del ensayo se basa en algunas hipótesis que simplifican el problema, pero que no afectan sustancialmente el resultado. Las hipótesis son: (i) se trata de un flujo laminar, (campo de aplicación de la ley de Darcy); (ii) que el medio es isótropo y homogéneo; y, (iii) que se trata de un régimen permanente. 
En estas condiciones el caudal {\displaystyle Q} es proporcional a la permeabilidad, representada por el coeficiente de permeabilidad {\displaystyle k}, y a la carga hidráulica {\displaystyle h}, es decir:
{\displaystyle Q=k*C*h}
Donde {\displaystyle C} es un coeficiente característico de la cámara filtrante.

La carga hidráulica está dada por la altura del agua en el agujero, por encima del nivel freático (la carga se considera nula antes del ensayo). La posición del nivel freático, sin embargo, no siempre puede determinarse con precisión, lo que dificulta la determinación confiable del coeficiente de permeabilidad.
Para minimizar el error en el cálculo del coeficiente de permeabilidad es conveniente que se pueda garantizar con una buena aproximación  la forma de la cavidad, preferentemente cilíndrica, sea utilizando un tubo perforado en el tramo a ser analizado, lo que garantiza también la estabilidad de las paredes durante el ensayo, permitiendo la entrada del agua al estrato a ser analizado sin grandes pérdidas de carga. Otra forma de garantizar la permanencia de la cámara de infiltración es introduciendo grava gruesa en el pozo y retirando el revestimiento hasta la altura deseada.
Frecuentemente el estrato de acuífero que se ensaya tiene una longitud entre 0.5 y 1.0 m.
A continuación, se dan los coeficientes de forma de la cámara filtrante, correspondiente a alguna de sus configuraciones posibles:
- superficie filtrante limitada al fondo circular del diámetro interior de la perforación

{\displaystyle C=5.7*r}  donde {\displaystyle r} es el radio de la perforación.
- superficie filtrante asimilable a una esfera de radio {\displaystyle r} = al radio de la perforación.

{\displaystyle C=4*\pi *r}
- superficie filtrante conformada por un tramo filtrante del recubrimiento de la perforación de longitud {\displaystyle L} y de diámetro {\displaystyle D}, igual al diámetro de la perforación.

{\displaystyle C={\frac {2*\pi *D*{\sqrt {{\frac {L^{2}}{D^{2}}}-1}}}{ln({\frac {L}{D}}+{\sqrt {{\frac {L^{2}}{D^{2}}}-1}})}}}
en el caso de que {\displaystyle L} >> {\displaystyle D},  la fórmula anterior se transforma en:
{\displaystyle C={\frac {2*\pi *L}{ln({\frac {2*L}{D}})}}}

## Ensayo con carga hidráulica variable
En el ensayo con carga hidráulica variable se introduce o se extrae un determinado volumen de agua en la cavidad de infiltración y se mide la variación del nivel piezométrico en el pozo a lo largo del tiempo.
Este tipo de ensayo es, en general, utilizado para suelos poco permeables (k  < 10-4 cm/s).
El coeficiente de permeabilidad k se determina mediante la expresión:
{\displaystyle k={\frac {S}{C*(t-t_{0})}}*ln({\frac {ho}{h}})}
Donde: 
{\displaystyle C} = coeficiente característico de la cámara filtrante.

{\displaystyle S} = sección transversal del pozo
{\displaystyle h_{0}} = carga hidráulica en el inicio del ensayo {\displaystyle t_{0}} ≠ {\displaystyle 0}
{\displaystyle h} = carga hidráulica variable en función del tiempo {\displaystyle t}
{\displaystyle ln} = logaritmo natural